# Pistolet Isard
Pour les articles homonymes, voir Isard (homonymie).
Le Isard Pistol était un pistolet semi-automatique qui tirait le 9 × 23 mm Largo d'un système Blowback.
Il a été conçu et produit par la  CIG, par les ordres du gouvernement de Catalogne de Catalogne pendant la guerre d'Espagne, à partir de 1937 à 1939.

## Design
Son design était très similaire au M1911, avec une des seules grandes différences étant que le Colt M1911 utilisait une balle .45 ACP, et le pistolet Isard utilisait une balle 9 × 23 mm Largo.